# بحر متقارب
بحرِ مُتقارِب در اصطلاح عروضی، به بحر شعری گفته می‌شود که ارکان آن از تکرار «فَعولُن» (U - -) یا زحافات آن تشکیل شده و از بحور متّفق‌الارکان است. متقارب به معنی نزدیک شونده است و در این بحر سبب‌ها و وتدها، به یکدیگر نزدیکترند. (فعولن - وتد مقرون و سبب خفیف «°°|°|/ᴗ – –»)
مشهورترین وزن آن:
فعولن فعولن فعولن فعولن (ل – – |ل – – |ل – – |ل – –): بحر متقارب مثمن سالم
سلامی چو بوی خوش آشنایی / بر آن مردم دیدهٔ روشنایی (حافظ)

## زحافات
زحافات (تغییرات) مشهور بحر متقارب: (قبض- حذف - ثَلَم - حَذف – ثَرَم - بَتَر):
1. فعولُ: مقبوض
2. فع لن: اَثلم
3. فَعلُ: اثرم
4. فَعل: محذوف
5. فَع: ابتر

## اوزان
بحر متقارب ۵ وزن مشهور و پرکاربرد دارد:
- فعولُن فعولُن فعولُن فعولُن (ᴗ| – – ᴗ| – – ᴗ| – – ᴗ – –): بحر متقارب مثمن سالم

| سلامی چو بوی خوش آشنایی |  | بر آن مردم دیدهٔ روشنایی (حافظ) |

| نکوهش مکن چرخ نیلوفری را |  | برون کن ز سر بادِ خیره‌سری را (ناصرخسرو) |

- فعولُن فعولُن فعولُن فَعَل (ᴗ| – – ᴗ| – – ᴗ| – – ᴗ –): بحر متقارب مثمن محذوف

| بنام خداوند جان و خرد |  | کزین برتر اندیشه بر نگذرد (فردوسی) |

| بیا ساقی آن می که حال آورَد |  | کرامت فزاید کمال آورَد (حافظ) |

- فَع لُن فعولُن فَع لُن فعولُن (– – |ن – – |– – |ن – –): بحر متقارب مثمن اثلم[۲]

| چندان که گفتم غم با طبیبان |  | درمان نکردند مسکین غریبان (حافظ) |

| آیین تقوی ما نیز دانیم |  | لیکن چه چاره با بخت گمراه؟ (حافظ) |

- فعولُ فَع لُن فعولُ فَع لُن (ن – ن |– – |ن – ن |– –): بحر متقارب مثمن مقبوض اثلم

| گرم بخوانی ورم برانی |  | دلِ حزین را به جای جانی (عروض سیفی) |

- فعولُن فعولُن فعولُن (ᴗ| – – ᴗ|– – ᴗ – –): بحر متقارب مسدس سالم

| ز دردِ جدایی چنانم |  | که از زندگانی به جانم (عروض سیفی) |

پرکاربردترین نمونهٔ بحر متقارب، بحر متقاربِ مُثَمَّنِ مَحذوف (فعولن فعولن فعولن فَعَل) است که آثاری چون شاهنامهٔ فردوسی، بوستان سعدی و گرشاسب‌نامهٔ اسدی توسی بدین بحر و در وزن یادشده سروده شده‌اند. ساقی‌نامه‌ها نیز بر این وزن هستند.
به این دلیل که در زبان فارسی منظومه‌های گوناگونی را در این بحر سروده‌اند، معروفترین و رایج‌ترینِ اوزان شعر فارسی شده‌است. این بحر در میان عامهٔ مردم ایران به «بحرِ تَقارُب» معروف شده‌است و حال آنکه نام درست آن «بحر متقارب» است. وزن مصراعِ «به نام خداوند جان و خرد» فعولن فعولن فعولن فَعل است.
ابونصر فراهی در کتاب نصاب الصبیان، که برای نوآموزان تألیف کرده، در قطعه‌شعرهایی که برای کمک به یادسپاری بحرها سروده، به این دلیل که واژهٔ متقارب در وزن این قطعه‌ها نمی‌گنجیده، همه‌جا آن را به «تقارب» تبدیل کرده؛ چنان‌که گفته‌است:
| به بحر تقارب تقرّب نمای |  | بدین وزن، میزانِ طبع آزمای |
| فعولن فعولن فعولن فعول |  | چو گفتی، بگو ای مه دلربای |

بحر متقارب مانند بحرهای هزج، خفیف، سریع و رمل از بحرهایی است که از همان دورهٔ نخستینِ شعر عروضی فارسی رواج کامل داشته‌است.

## کاسته و ناکاسته
متقارب بحری است که وزن اصلی آن بر تکرار کامل چهار بار پایهٔ «فعولن» در هر مصراع (هشت بار در بیت) قرار گرفته‌است و این وزن اصلی را متقارب مثمن سالم (ناکاسته) می‌گویند، مانند این بیت از شاهنامهٔ مسعودی مروزی:
| نخستین، گیومرث آمد به شاهی |  | گرفتش به گیتی درون، پیشگاهی |

که وزنش به‌صورتِ:
فعولن فعولن فعولن فعولن
U! - - U! - - U! - - U - -
است.
ولی وزن شاهنامهٔ فردوسی متقارب مثمن محذوف یا مقصور (کاسته) است، یعنی آخرین هجای بلند از آخرین پایه در هر مصراع یا کاملاً حذف می‌شود و ازاین‌رو آن را محذوف می‌نامند:
| جهانا چه بدمهر و بدگوهری |

بر وزنِ:
فعولن فعولن فعولن فعو
U! - - U! - - U! - - U -

## پیشینه
دربارهٔ وزن متقارب عموماً اعتقاد بر این است که این وزن مانند وزن رباعی دراصل یک‌وزن ایرانی است که از اشعار یازده‌هجایی زبان پهلوی در زیر تأثیر عروض عرب یا حتی بدون تأثیر آن پدید گشته‌است. پیشینهٔ بحر متقارب را در ادبیات زبان‌های ایرانی پیش از اسلام می‌توان یافت.
خاورشناس روس، کراچکوسکی در مقدمهٔ دیوان ابوالفرج الوراء دمشقی، شاعر عرب، که در ۱۹۱۴ م. انتشار داده‌است، در اشعار تازی که در دورهٔ بنی‌امیه سروده‌اند، تحقیق کامل کرده و همهٔ اوزان را معلوم کرده و به این نتیجه رسیده‌است که چون در میان این اشعار بحر خفیف و بحر متقارب و بحر رمل دیرتر [یعنی کمتر] آشکار می‌شود، پیداست که اعراب این سه بحر را از ایرانیان گرفته‌اند.
بحر متقارب مانند بحرهای هزج، خفیف، سریع و رمل از بحرهایی است که از همان دورهٔ نخستینِ شعر عروضی فارسی رواج کامل داشته‌است. بحر متقارب نه‌تنها برای سرودن داستان‌های حماسی چون شاهنامه، گرشاسپ‌نامه، برزونامه، بهمن‌نامه، کوش‌نامه و دیگر منظومه‌های حماسی به‌کار رفته‌است، بلکه آن را برای منظومه‌های عاشقانه چون وامق و عذرا، سرخ‌بت و خنگ‌بت، هردو از عنصری بلخی، یوسف و زلیخا از شاعری «امانی» نام و ورقه و گلشاه از عیّوقی نیز به‌کار برده‌اند.
اسکندرنامهٔ نظامی، بوستان سعدی، خردنامهٔ جامی، همای و همایون خواجوی کرمانی، اردیبهشت سروش اصفهانی، خداوندنامهٔ صبای کاشانی از دیگر نمونه سروده‌ها در بحر متقارب هستند.

## شعر مازندرانی
امیر ساروی، که از شعرای زمان قاجار و مداح شاهزاده اردشیر میرزا ملک‌آرا بوده، به‌شیوهٔ نصاب‌الصبیان اشعاری محلی سروده‌است بدین نمونه:
مه یار عزیز ای خجیر کیجا (ای دختر قشنگ و یار عزیزم) تو را جان عاشق بئوئه فدا (جان عاشق بفدایت…) فعولن فعولن فعولن فعول ز بهر تقارب بخوان شعر ما زمین دان (بنه) ابری آمد (مها) بود (دینه) دیروز والان (اسا)